# 名古屋市交通局藤が丘工場
座標: 北緯35度11分00秒 東経137度01分28秒 / 北緯35.183275度 東経137.024354度

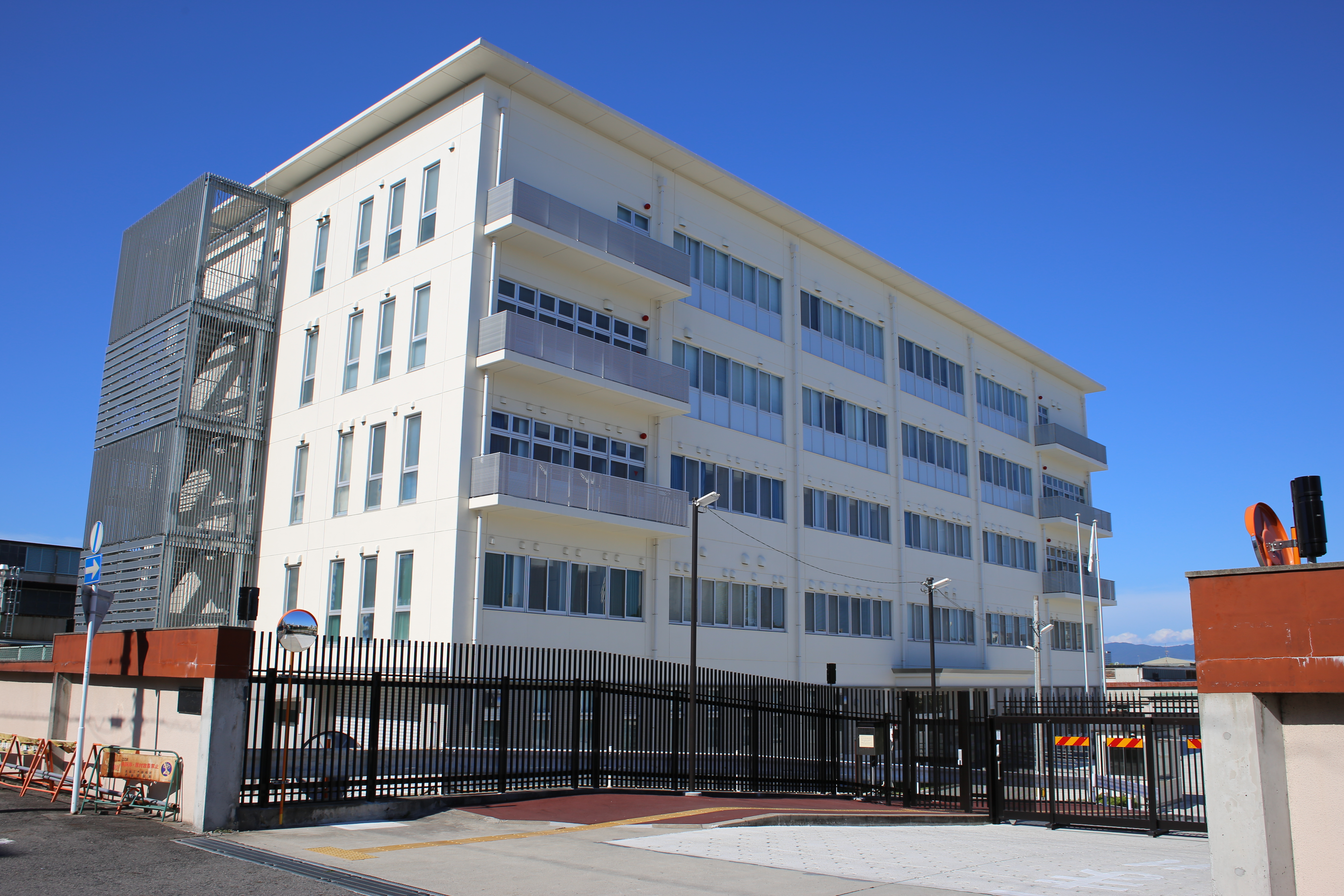
藤が丘工場

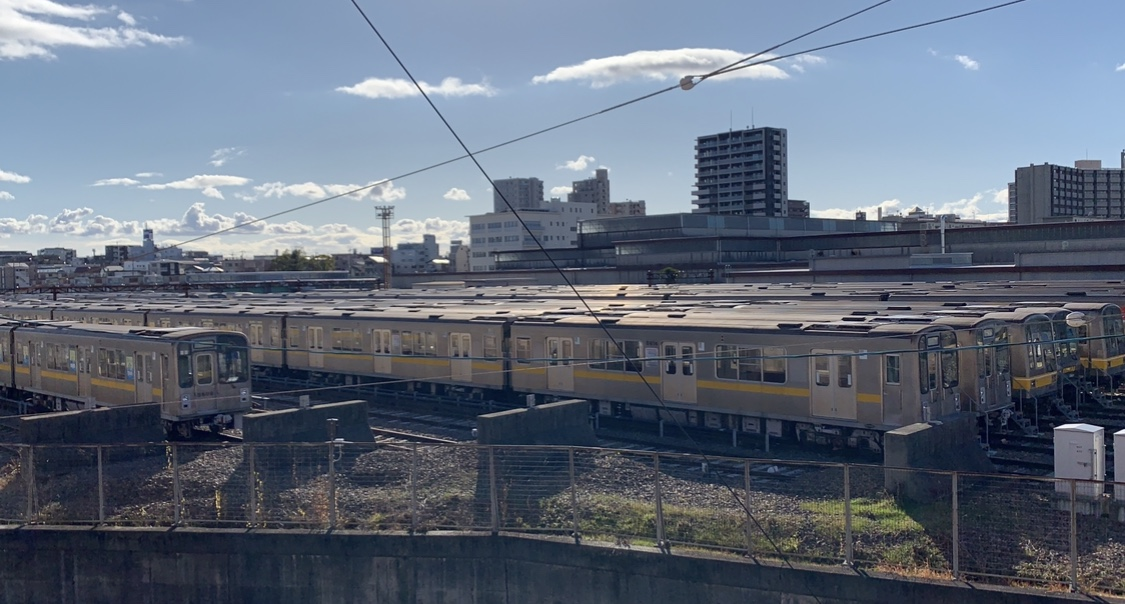

藤が丘工場（ふじがおかこうじょう）は、愛知県名古屋市名東区朝日が丘（敷地の一部は長久手市塚田）にある名古屋市交通局の車両工場（車両基地）である。名古屋市営地下鉄東山線の車両基地であり、終点藤が丘駅のさらに先にある。

## 概要
1969年（昭和44年）4月1日の東山線藤が丘延伸に先立つ同年3月1日に開設された。当初の名称は藤ヶ丘工場であったが、2004年（平成16年）10月1日に藤が丘工場に改称している。
工場の広さは約94,000m2で、名古屋市営地下鉄では日進工場に次ぐ大きさである。330両（6両編成55本相当）の留置が可能である。地下鉄東山線の車両（5050形・N1000形）の日常検査・月検査・列車検査・重要部検査・全般検査を行っている。
東山線車両の廃車搬出は当工場で行われる。

## その他
藤が丘工場開設以前の東山線の車両基地は池下駅近くの池下車庫（1960年（昭和35年）開設）を利用していた。跡地には愛知厚生年金会館（2008年（平成20年）閉鎖）が建設された。
東山線の新車の搬入ならびに譲渡・廃車車両の搬出は、当工場すぐ西の藤が丘駅東交差点 - 愛知県道6号力石名古屋線 - 猪高台交差点 - 国道302号（名古屋環状2号線）の経路で行われる。
1970年（昭和45年）7月15日、名古屋市電の車両と停留場を保存展示した「名古屋市電展示場」が敷地内に設けられたが、車両老朽化のために1979年（昭和54年）3月に閉鎖された。別の場所に移設された一部を除いて車両は解体されたが、残った車両もその後解体され、この展示場に展示されていた車両は現存しない。
当車庫の地下を、愛知高速交通東部丘陵線（リニモ）が通っている。